# Tuzla-Klasse
Die Tuzla-Klasse (türkisch: Yeni Tip Karakol Botu) ist eine Klasse von Patrouillenbooten, türkischen Marine. Sie ist nach dem Istanbuler Stadtteil Tuzla benannt. Konstruiert und gebaut wurden die Schiffe für den Einsatz in Küstengewässern. Die Tuzla-Klasse wird von der Dearsan-Werft in Istanbul gebaut.
Am 23. August 2007 wurde ein Vertrag über den Bau von 16 neuartigen Patrouillenbooten bis 2015 zwischen dem Staatssekretariat für Rüstungsindustrie und der Dearsan Gemi İnşaat Sanayii A.Ş. abgeschlossen. Bis 2013 wurden acht Schiffe der türkischen Marine übergeben. Beim Bau der Schiffe sind insgesamt 204 türkische Unternehmen beteiligt. Während bei den Korvetten der Ada-Klasse die Beteiligung der türkischen Rüstungsindustrie bei 65 Prozent lag, weist die Tuzla-Klasse einen Prozentsatz von 67,5 Prozent auf.

## Einheiten
- Tuzla (P-1200)
- Karaburun (P-1201)
- Köyceğiz (P-1202)
- Kumkale (P-1203)
- Tarsus (P-1204)
- Karabiga (P-1205)
- Karşıyaka (P-1206)
- Tekirdağ (P-1207)
- Kaş (P-1208)
- Kilimli (P-1209)
- Türkeli (P-1210)
- Taşucu (P-1211)
- Karataş (P-1212)
- Karpaz (P-1213)
- Kdz.Ereğli (P-1214)
- Kuşadası (P-1215)

## Export
Turkmenistan hat zehn Schiffe der Tuzla-Klasse für seine Marine gekauft.